# Reyero
Reyero es un municipio y lugar español de la provincia de León, en la comunidad autónoma de Castilla y León. Cuenta con una población de 128 habitantes (INE 2024). Es el lugar de nacimiento de Diego Abad de Santillán (1897-1983), militante anarquista, escritor y editor.
El municipio de Reyero está constituido por el propio Reyero y tres localidades más: Pallide, Primajas y Viego, todas ellas ubicadas en el valle de Reyero.

## Historia

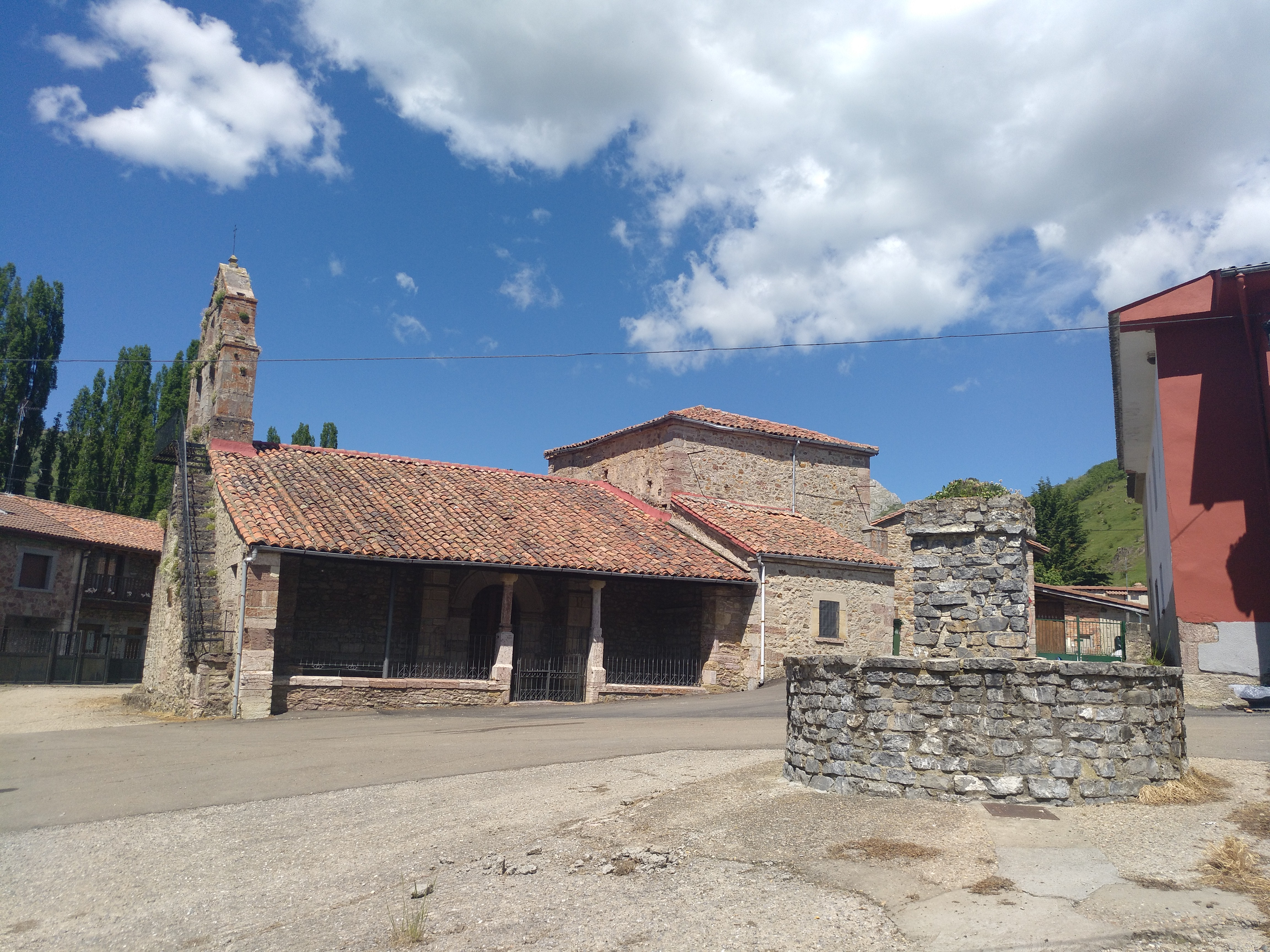
Iglesia

Así se describe a Primajas en el tomo XIII del Diccionario geográfico-estadístico-histórico de España y sus posesiones de Ultramar, obra impulsada por Pascual Madoz a mediados del siglo XIX:

REYERO: Localidad en la provincia y diócesis de León, partido judicial de Riaño, audiencia territorial y capitanía general de Valladolid; es cabecera del ayuntamiento del mismo nombre, a que se hallan agregados los pueblos de Pallide, Primajas y Viego. Situado a orillas del arroyo Arianes; su clima es bastante sano. Tiene 54 gasas; la conistorial y cárcel; escuela de primeras letras; Iglesia parroquial (San Andrés) servida por un cura de segundo ascenso y libre colación, y buenas aguas potables. Confina con Pallide, Primajas, Viego y Orones. El terreno es montuoso, pero bastante fértil. Los caminos dirigen a los pueblos limítrofes. Producción: granos, lino y pastos para el ganado que cría, Población: 93 vecinos 418 almas. Capital producción: 1 453 190 reales. Imponible: 74 530. Contribución: 8523 reales 28 maravedíes..
Diccionario geográfico-estadístico-histórico de España y sus posesiones de Ultramar

Antiguamente formó parte del antiguo concejo de Redipollos, compuesto de los pueblos de Camposolillo, Pallide, Redipollos, Reyero, San Cibrián de Sumoza y Solle, para los cuales nombraban juez ordinario los vecinos.

## Demografía
Cuenta con una población de 128 habitantes (INE 2024).
| Gráfica de evolución demográfica de Reyero entre 1842 y 2021                                                          |
| |
| Población de derecho según los censos de población del INE. Población de hecho según los censos de población del INE. |